# 吉田為経
吉田為経（よしだた ためつね、承元4年（1210年） - 建長8年（1256年）6月9日）は、鎌倉時代前期から中期にかけての公卿。

## 官歴
- 建保6年（1217年）：従五位下
- 元仁2年（1225年）：右少弁
- 天福2年（1234年）：左大弁、蔵人頭
- 嘉禎2年（1236年）：参議
- 嘉禎4年（1238年）：中納言、正二位
- 建長3年（1251年）：大宰権帥
- 建長8年（1256年）：出家のため致仕

## 系譜
- 父：吉田資経
- 弟：吉田経俊
- 弟：万里小路資通
- 子：吉田経長
- 子：中御門経任